# Новохатський Геннадій Григорович
Геннадій Григорович Новохатський (нар. 6 листопада 1949, Котовськ, Одеська область) — український громадський діяч, голова «Союзу Чорнобиль України» у місті Подільськ (раніше Котовськ).

## Нагороди
Указом Президента України від 12 грудня 2007 року «за мужність, самовідданість, високий професіоналізм, виявлені під час ліквідації наслідків Чорнобильської катастрофи, вагомі трудові досягнення, активну громадську діяльність» нагороджений орденом «За заслуги» 3 ступеня.